# Itapoá
Itapoá är en kommun i Brasilien.   Den ligger i delstaten Santa Catarina, i den södra delen av landet, 1 100 km söder om huvudstaden Brasília. Antalet invånare är 14 775.
I omgivningarna runt Itapoá växer i huvudsak städsegrön lövskog. Runt Itapoá är det ganska glesbefolkat, med 43 invånare per kvadratkilometer.